# زینک
زینک ورقی فلزی، پلاستیکی یا کاغذی با ابعاد مشخص است، که در لیتوگرافی طرح مورد نظر برای چاپ را روی آن کپی می‌کنند و در چاپ افست از آن استفاده می‌شود. زینک نام مصطلحی در صنعت چاپ در ایران برای معادل Printing Plate یا به‌طور خلاصه Plate از زبان انگلیسی است. در انگلیسی زینک (به انگلیسی:Zinc) به معنای فلز «روی» است.

## انواع زینک‌ها (پلیت)
- پلیت‌های دیازو
- پلیت‌های فتوپلیمر

این دو نوع پلیت با لایه‌ای از ترکیبات مواد آلی پوشش داده می‌شوند و عموماً برای تیراژهای
چاپی بالا بکار گرفته می‌شوند.
- پلیت‌های هالید نقره

که بنا به نوع پوشش و مورد مصرف به سه دسته تقسیم می‌شوند:
الف) پلیت هالید نقره معمولی که با لایهٔ حساس به نور، مشابه فیلم‌های عکاسی پوشش داده می‌شود.
ب) پلیت هالید نقره با پایهٔ فیلم (پلیت پلی‌استری) که عموماً در چاپ تک رنگ کاربرد دارد.
ج) پلیت هالید نقره با پایهٔ فلزی که فقط برای سیستم‌های خروجی مستقیم پلیت (ctp) کاربرد دارد.
- پلیت‌های دو فلزی

که دارای یک لایهٔ پلیمری از قبل حساس شده هستند. دو نوع شناخته شده تر آن عبارتند از:
الف) پلیت‌های با روکشی مسی بر روی فولاد ضدزنگ یا آلومنیوم
ب) پلیت با روکش کرم روی مس
- پلیت‌های الکترواستاتیکی

پلیت‌های الکترواستاتیکی نیز بر دو نوع هستند:
الف) پلیت با ترکیبات معدنی و غیر آلی نور رسانا
ب) پلیت‌های با ترکیبات مواد آلی نور رسانا
- پلیت‌های افست خشک (بدون آب)

که فقط در ماشین چاپ افست خشک (بدون آب) استفاده می‌شوند. استفاده از این نوع پلیت‌ها نیاز به مرکب ویژه دارد.
- پلیت‌های زدودنی

که به صورت دیجیتالی حساس می‌شوند (نیازی به طی مراحل شیمیایی ندارد) و در دو نوع پایهٔ فلزی و پلی استری عرضه می‌شوند.
- پلیت‌های حساس به حرارت

مراحل حساس نمودن و ظاهر کردن این پلیت‌ها کاملاً شبیه به تهیه فیلم لیتوگرافی با دستگاه ایمیج ستر می‌باشد.